# 金城あさみ
金城 あさみ（きんじょう　あさみ、1990年5月8日 - ）は、日本の舞台俳優。演劇集団キャラメルボックス所属。沖縄県沖縄市出身。身長160cm。O型。

## 略歴
沖縄県立球陽高等学校卒業後、立教大学文学部を経て、演劇集団キャラメルボックス俳優教室第11期生となり、2014年に演劇集団キャラメルボックス入団。

## 出演

### 舞台
- 『クロノス』（2014年）
- 『時をかける少女』（2015年）
- 『BREATH』（2015年、クリコ）-石森美咲とダブルキャスト
- 『鍵泥棒のメソッド』（2017年）
- 『光の帝国』（2017年）
- 『夏への扉』（2018年、勤勉ビーバー 他）
- 『ながれぼしのきもち』（2018年、氷川つむぎ）
- 『ナツヤスミ語辞典』（2019年、ヤンマ）

### 客演
- 『ナミヤ雑貨店の奇蹟』（2016年、ナッポスユナイテッド）
- 『位置について』（2016年、かわいいコンビニ店員・飯田さん)）
- 『預言者Q太郎の一生』（2017年、（劇）ヤリナゲ）